# Jan Trznadel
Jan Trznadel (ur. 13 maja 1866 w Odrzykoniu, zm. 1 lutego 1920 w Przemyślu) – polski duchowny rzymskokatolicki, doktor teologii, katecheta.

## Życiorys
Jan Trznadel urodził się 13 maja 1866 w Odrzykoniu. Był synem Wojciecha Trznadla (1829-1889, członek Rady Powiatowej w Krośnie) i Katarzyny z domu Panaś (1833-1894). Był bratankiem dziekana przeworskiego i proboszcza w Kańczudze, ks. Franciszka Trznadla (1830-1872), bratem ks. prof. Antoniego Trznadla (1857-1908), dr. praw Franciszka Trznadla (ur. 1860), stryjem Stanisława Trznadla. Jego krewnym był także ks. Józef Panaś (1887-1940).
W 1885 zdał egzamin dojrzałości w C. K. Gimnazjum w Jaśle (w jego klasie był m.in. Witold Litwiniszyn)
Sakrament święceń otrzymał w 1889. W Instytucie Teologicznym Augustineum 22 lipca 1893 uzyskał stopień doktora teologii na podstawie dysertacji pt. De relatione sacrificium Missae inter et sacramentum eucharistiae.
Powyższa data uzyskania doktoratu stanowiła jednocześnie złożenie egzaminu nauczycielskiego. Od 17 września 1893 do 23 sierpnia 1895 uczył w szkole wydziałowej żeńskiej w Samborze. Mianowany katechetą rzeczywistym z dniem 23 sierpnia 1895 w C. K. Gimnazjum w Sanoku. W tej szkole uczył katechezy w kolejnych latach, od listopada 1897 do końca roku szkolnego także języka niemieckiego. Reskryptem C. K. Rady Szkolnej Krajowej z 5 września 1899 został zatwierdzony w zawodzie nauczycielskim i otrzymał tytuł c. k. profesora. Posługiwał w Parafii Przemienienia Pańskiego w Sanoku. Był członkiem sanockiego gniazda Polskiego Towarzystwa Gimnastycznego „Sokół”, w którym zasiadał w sądzie honorowym. 28 września 1902 dokonał poświęcenia odsłoniętego wówczas pomnika Tadeusza Kościuszki w Sanoku.
Reskryptem C. K. Ministra Wyznań i Oświecenia z 10 stycznia 1903 jako zastępca katechety został przeniesiony z C. K. Gimnazjum w Sanoku do C. K. Gimnazjum I w Przemyślu (zamieniony miejscami z ks. dr. Józefem Drozdem; jednocześnie obaj pozostawali na dotychczasowych stanowiskach do sierpnia 1903). Do czasu wyjazdu z Sanoka pełnił mandat radnego Rady Miejskiej. W kolejnych latach pracował w przemyskim gimnazjum (w pierwszym półroczu roku szkolnego 1904/1905 przebywał na urlopie zdrowotnym), także podczas I wojny światowej. Otrzymał VIII rangę w zawodzie z dniem 1 kwietnia 1907, oraz VII rangę z dniem 1 stycznia 1916. W 1919 otrzymał pięciomiesięczny urlop z pracy w gimnazjum celem poratowania zdrowia.
Pod koniec 1908 otrzymał przywilej noszenia Rokiety i Mantoletu. Przez wiele lat był radcą konsystorza biskupiego w Przemyślu. Zmarł 1 lutego 1920 w Przemyślu po długiej chorobie.
W czasopiśmie „Nasz Przemyśl” nr 5 (115)/2014 ukazał się artykuł pt. Ks. dr Jan Trznadel: katecheta i przyjaciel młodzieży, autorstwa Tomasza Pudłockiego.

## Odznaczenia
austro-węgierskie
- Medal Jubileuszowy Pamiątkowy dla Cywilnych Funkcjonariuszów Państwowych[20]
- Krzyż Jubileuszowy dla Cywilnych Funkcjonariuszów Państwowych[20]